# Юхно-Гуревич Ганна Меєрівна
Юхно́-Гуре́вич Га́нна Меєрівна (*1920) — українська художниця.

## Біографія
Родом з Олександровська (тепер Запоріжжя).
Закінчила Київський художній інститут (1949, клас О. Шовкуненка, Т. Яблонської).

## Творчість
Картини на побутові теми:
- «Моделісти» (1958),
- «Мрійники» (1964),
- «Ланка» (1969),
- «Юні випробувачі» (1960),
- «За нову хату» (1967) та ін.

Разом з Іваном Ю. «На колгоспному стадіоні» (1952), «Юні будівники» (1954).